# チャクナ・ドルジェ
チャクナ・ドルジェ（ワイリー方式：phyag na rdo rje; 蔵文拼音：ཕྱག་ན་རྡོ་རྗེ།、1239年 - 1267年）は、中央チベットツァン地方の名家コン氏に生まれたチベット人。兄のパクパとともにモンゴル帝国の宮廷を訪れ、仏教僧として取り立てられたパクパに対して、在家のまま公主（チンギス・カン家の女性）を娶り白蘭王に封ぜられたことで知られる。

## 概要
チャクナ・ドルジェはサキャ派の座主となったサキャ・パンディタの弟のソナム・ギェンツェンの息子で、兄には後に「帝師パクパ」として著名になるロドゥ・ギェンツェンがいた。チベット語史料の『フゥラン・テプテル』によると、チャクナ・ドルジェは己亥（1239年）の生まれで、後述するモンゴル訪問時には僅か5歳だったという。
1240年代、オゴデイ家の王子コデンによるチベット高原進出が始まると、サキャ派の座主サキャ・パンディタはモンゴルと誼を結ぶため、二人の甥（ロドゥ・ギェンツェンとチャクナ・ドルジェ）を連れて自らコデンの下を訪れた。チャクナ・ドルジェはコデンの下でモンゴルの服飾とコデンの娘を与えられ、「駙馬（キュレゲン）」としての扱いを受けた。
後にモンゴル帝国においてクビライが即位するとパクパとチャクナ・ドルジェ兄弟は取り立てられ、チャクナ・ドルジェは「全チベットの支配を命じられ」て白蘭王の称号と金の印璽、左右の同知の職を与えられたという。白蘭王に封ぜられた後、チャクナ・ドルジェは1265年頃にチベットに帰還したが、それから僅か数年後の丁卯（1267年）に急逝した。享年29という兄に比してあまりにも早すぎる死のため、何者かに殺されたのではないかとする説もある。
なお、チベット学者のタレル・ワイリーはクビライは当初チャクナ・ドルジェを自らの代理者としてチベットを統治しようと計画していたが、チャクナ・ドルジェの急逝によって挫折し代わりにポンチェン制度を立てたと論じている。ただし、日本人研究者の乙坂智子はチャクナ・ドルジェの在世中からチベットにおける政治活動に従事しているのはパクパであることを指摘し、「白蘭王」位は実態を伴った政治的地位ではないと指摘している。